# Grimstens landsfiskalsdistrikt
Grimstens landsfiskalsdistrikt var 1918-1951 ett landsfiskalsdistrikt i Örebro län, bildat när Sveriges indelning i landsfiskalsdistrikt trädde i kraft den 1 januari 1918, enligt beslut den 7 september 1917. När Sveriges nya indelning i landsfiskalsdistrikt trädde i kraft den 1 januari 1952 (enligt kungörelsen 1 juni 1951) upphörde distriktet och dess ingående kommuner överfördes till landsfiskalsdistrikten Hallsberg, Kumla och Lekeberg.
Landsfiskalsdistriktet låg under länsstyrelsen i Örebro län.

## Ingående områden
När Sveriges nya indelning i landsfiskalsdistrikt trädde i kraft den 1 oktober 1941 (enligt kungörelsen den 28 juni 1941) tillfördes Hardemo härad, bestående av kommunerna Hardemo och Kräcklinge från Kumla landsfiskalsdistrikt. Den 1 januari 1946 ombildades Ramundeboda landskommun till Laxå köping.

### Från 1918
Grimstens härad:
- Hackvads landskommun
- Ramundeboda landskommun
- Viby landskommun

### Från 1 oktober 1941
Grimstens härad:
- Hackvads landskommun
- Ramundeboda landskommun
- Viby landskommun

Hardemo härad:
- Hardemo landskommun
- Kräcklinge landskommun

### Från 1946
Grimstens härad:
- Hackvads landskommun
- Laxå köping
- Viby landskommun

Hardemo härad:
- Hardemo landskommun
- Kräcklinge landskommun